# O.R.B.: Off-World Resource Base
O.R.B.: Off-World Resource Base (souvent abrégé en O.R.B.) est un jeu vidéo de stratégie en temps réel dans un univers de space opera. Il a été développé par Strategy First et distribué par Nobilis en 2002, où le joueur contrôle une armada de vaisseaux spatiaux.
Deux factions sont clairement distinguées : les Malus et les Alyssiens. Chacune d'entre elles semblerait être divisée en clans qui semblent hostiles entre eux. C'est d'ailleurs avec une guerre entre clans que l’on débute l’histoire avec les Malus, bien avant de prendre connaissance de la faction ennemie (les Alyssiens).
Les combats ont lieu sur des cartes immenses s'étendant sur plusieurs kilomètres. Le temps de trajet pour un vaisseau atteint donc vite le quart d'heure (voire la demi-heure), dans ce type de jeu, il faut donc s'armer de patience.
Le mode multijoueur est difficile à faire fonctionner, c'est peut-être ce qui explique le peu de succès du jeu.

## Accueil
| O.R.B.                |      |       |
| Média                 | Pays | Notes |
| Computer Gaming World | US   | 2/5   |
| GameSpot              | US   | 75 %  |
| Gen4                  | FR   | 71 %  |
| IGN                   | US   | 74 %  |
| Jeux vidéo Magazine   | FR   | 11/20 |
| Jeuxvideo.com         | FR   | 13/20 |
| Joystick              | FR   | 6/10  |
| PC Gamer UK           | GB   | 74 %  |
| PC Gamer US           | US   | 56 %  |
| Compilations de notes |      |       |
| Metacritic            | US   | 68 %  |